# HV Swift Roermond
Dernière mise à jour : 31 octobre 2014.
Le HV Swift Roermond (Handbalverenigingen Swift Roermond en néerlandais) est un ancien club hollandais de handball féminin situé à Ruremonde.
La section féminine a notamment remporté le championnat des Pays-Bas en 1963, 1964, 1965, 1966, 1967, 1969, 1970, 1973, 1974, 1975, 1979, 1982, 1992, 1993, 1994, 1995, 1996, 1997 et 1998. Il est également le seul club néerlandais à avoir atteint la finale de la Ligue des champions, en 1976.

## Joueuses historiques
- Cecilie Thorsteinsen